# Чень Хао
Чень Хао (кит.: 陳好; 9 грудня 1979, Ціндао) — китайська акторка, телеведуча, співачка; заступник керівника профсоюзу акторов «Китайської асоціації телевізійних артистів».
У 1998 році знялася у фільмі «Листоноші в горах» (кит.: "那 山, 那 人, 那狗"), де вона виконала свою дебютну роль. У 1999 році отримала місце ведучої в програмі «Вільний Китай» (кит.: 九州 任 逍遥) на телестанції «Фенікс» в Гонконзі]. У 2000 році зіграла в історичному серіалі «Люй Бувей: Герой смутних часів» (кит.: "乱世 雄 吕不韦"). У 2001 році виконала головну роль в історичному комедійному серіалі «Магістр Лі Вей» (кит.: "李卫当官"). 30 квітня 2003 року на екрани вийшов комедійний серіал «Леді в рожевому» (кит.: "粉红女郎"), за головну роль в якому Чень Хао була удостоєна призу глядацьких симпатій 5-ї китайської телевізійної премії «Золотий орел». 11 грудня відбулася прем'єра першого епізоду серіалу в жанрі уся «Напівбоги напівдияволи» (кит.: "天龙八部"), де Чень Хао виконала роль Ацзи. У 2004 році зіграла головну роль у комедійному серіалі «Подвійна петарда» (кит.: "双响 炮"), завдяки чому посіла п'яте місце серед десяти кращих акторів за версією телевізійної премії «Подвійна десятка». 16 жовтня 2005 року випустила свій перший музичний альбом «Чень Хао» (кит.: "陈好"). У 2006 році знялася в комедії «Похвали мене» (кит.: "求 求 你, 表扬 我"). У 2007 році зіграла в історичному серіалі «Дядя імператора» (кит.: "皇上 二 大爷"). За роль в іншому історичному серіалі - «Розкішне життя» (кит.: "纸醉金迷"), - прем'єра якого відбулася в 2008 році, Чень Хао отримала спеціальний приз журі 4-й Міжнародній телевізійної премії Сеула. У 2009 році знялася в історичному фільмі «Підстава Китаю» (кит. "建国 大业").
28 березня 2010 за альбом «На щастя» (кит.: "幸好") Чень Хао удостоєна нагороди 14-ї Музичної премії Китаї в номінації «Кращий транскордонний виконавець». 2 травня вийшов перший епізод історичного серіалу «Троєцарствіє» (кит.: "三国"), в якому Чень Хао зіграла одну з ролей. У 2012 році виступила на сцені театру в постановці «Схід сонця» (кит.: "日出"). У 2013 році вийшов комедійний серіал «Історії редакційного відділу» (кит.: "新 编辑部 故事"), а 29 квітня 2015 року відбулася прем'єра першого епізоду серіалу «Одружити тата» (кит.: "待 嫁 老爸"). Обидва серіали - з Чень Хао в головній ролі.